# More than Love
"More than Love" foi a canção que representou Malta no Festival Eurovisão da Canção 1994 que se realizou em Dublin, na Irlanda.
Foi interpretada em inglês por Chris & Moira. Foi a décima-segunda canção a ser interpretada na noite do festival, a seguir à canção romena "Dincolo de nori", cantada por Dan Bittman e antes da canção neerlandesa "Waar is de zon?", interpretada por Willeke Alberti. Terminou em quinto lugar, recebendo um total de 97 pontos. No ano seguinte em 1995, Malta foi representada por Mike Spiteri que interpretou a canção Keep Me in Mind".

## Autores
A canção tinha letra de Moira Stafrace, música de Christopher Scicluna e foi orquestrada por Anthony Chircop.

## Letra
A canção é uma balada, na qual o duo canta sobre a capacidade da música de ajudar as pessoas a alcançar os seus sonhos. Pela segunda vez na história, nenhuma versão em maltês desta canção foi lançada.

## Fonte e ligações externas
- «Letra e outras informações sobre a canção» (em inglês)

 "More than Love", canção de Malta no Festival Eurovisão da Canção 1994